# Polystichum pflanzii
Polystichum pflanzii är en träjonväxtart som beskrevs av Georg Hans Emmo Wolfgang Hieronymus. Polystichum pflanzii ingår i släktet Polystichum och familjen Dryopteridaceae. Inga underarter finns listade.